# Agnetina senilis
Agnetina senilis är en bäcksländeart som beskrevs av František Klapálek 1921. Agnetina senilis ingår i släktet Agnetina och familjen jättebäcksländor. Inga underarter finns listade i Catalogue of Life.